# Tiger & Bunny
Tiger & Bunny (TIGER & BUNNY, scritto anche in katakana come タイガー＆バニー?, Taigā ando Banī) è una serie televisiva anime giapponese del 2011 prodotta da Sunrise sotto la direzione di Keiichi Satō. La sceneggiatura è stata scritta da Masafumi Nishida, con il character design di Masakazu Katsura. La serie, cominciata in Giappone il 2 aprile 2011 su MBS e nei giorni successivi su Tokyo MX e BS11, è terminata il 17 settembre 2011 per un totale di 25 episodi. La serie, ambientata in una città futuristica dove i supereroi combattono il crimine mentre promuovono sponsor reali, vede protagonisti due supereroi, l'antiquato Kotetsu T. Kaburagi aka "Wild Tiger" e la recluta Barnaby Brooks Jr. soprannominato "Bunny" da Kotetsu, costretti dai loro datori di lavoro a collaborare.
Un manga one-shot disegnato da Masakazu Katsura è stato pubblicato da Shūeisha sulla rivista Weekly Young Jump il 4 agosto 2011, una serie scritta da Erika Yoshida e disegnata da Hiroshi Ueda è iniziata il 2 ottobre 2011 su Miracle Jump ed un'altra serie, con la storia dello studio Sunrise e disegnata da Mizuki Sakakibara, è iniziata il 10 settembre 2011 sulla rivista Newtype Ace di Kadokawa Shoten.
La produzione di due film basati sulla serie è stata annunciata durante un evento speciale nel novembre 2011. Il primo film è uscito il 22 settembre 2012 mentre il secondo l'8 febbraio 2014.
Una seconda serie televisiva anime è stata annunciata il 4 gennaio 2018 e uscita su Netflix dall'8 aprile al 7 ottobre 2022.

## Trama
La serie si svolge nell'anno "1978 NC" in una immaginaria e re-inventata versione di New York chiamata Sternbild City, dove 45 anni prima individui con superpoteri chiamati "NEXT" hanno fatto la loro comparsa e alcuni di loro sono diventati dei supereroi. Ognuno dei supereroi più famosi della città lavora per una compagnia sponsor e ha un'uniforme contenente pubblicità per aziende realmente esistenti. Le loro eroiche attività vengono trasmesse dal popolare show televisivo "Hero TV", dove accumulano punti per ogni impresa eroica portata a termine (arrestare criminali o salvare civili, per esempio) e l'eroe con più punti viene incoronato "King of Heroes" ("Re degli Eroi").
La storia si incentra principalmente sull'eroe veterano Kotetsu T.Kaburagi, aka Wild Tiger, a cui viene assegnato un nuovo partner, un ragazzo di nome Barnaby Brooks Jr. Tuttavia, Barnaby e Kotetsu hanno spesso problemi a lavorare insieme a causa delle loro discordanti opinioni riguardo al modo in cui un supereroe dovrebbe comportarsi mentre, nel frattempo, cercano di risolvere il mistero del delitto dei genitori di Barnaby. Oltretutto, la comparsa di un vigilante omicida NEXT di nome "Lunatic" fa agitare i cittadini che cominciano a domandarsi quale sia il senso di avere degli eroi.

## Personaggi

### Eroi
Kotetsu T. Kaburagi (鏑木・T・虎徹?, Kaburagi T. Kotetsu) Wild Tiger (ワイルドタイガー?, Wairudo Taigā)
Doppiato da: Hiroaki Hirata (ed. giapponese), Renato Novara (ed. italiana)
Uno dei protagonisti e supereroe veterano che a causa del suo non considerare la proprietà privata quando combatte contro il crimine si è guadagnato il nomignolo di "Distruttore per la Giustizia".
Inizialmente, era l'eroe meno popolare di Sternbild City e la sua compagnia è stata acquistata da un'altra azienda a causa dei danni causati da Kotetsu. È stato poi costretto dai suoi nuovi datori di lavoro, l'azienda "Apollon Media", a lavorare insieme a Barnaby. Sua moglie Tomoe (友恵?) è morta cinque anni prima dell'inizio della storia a causa di una malattia e sua figlia Kaede vive con la nonna a "Oriental Town". Come la maggior parte delle persone che non hanno a che fare con Hero TV, all'inizio Kaede non è a conoscenza dell'identità segreta del padre. Kotetsu possiede la capacità di centuplicare la sua forza fisica per cinque minuti (capacità conosciuta col nome di "Hundred Power"), che richiede un periodo di riposo di un'ora prima di poter essere utilizzata di nuovo. Più tardi la sua abilità comincia a cambiare, diventando più potente ma durando di meno, capacità indicata da occhi color rosso/arancio e un'aura arancione invece della normale aura blu. Il suo precedente datore di lavoro, Ben Jackson, scopre dell'aumento di potere di Tiger e lo informa che è in realtà un presagio dello svanire dei suo poteri, una condizione rara tra i NEXT. Scoperto questo, in un primo tempo vuole continuare a fare l'Eroe, poi però decide di dimettersi per poter stare con la sua famiglia. Appena torna in città, però Kotetsu e Barnaby scoprono che a uccidere i genitori di Barnaby non era stata la persona che credevano il colpevole, e quindi Barnaby cade in depressione, dato che credeva che il caso dei suoi genitori fosse risolto e Kotetsu non se la sente di abbandonarlo quando lui ha più bisogno d'aiuto. Litiga per questo con sua figlia, e grazie alla discussione con Kaede, Kotetsu litiga anche con Barnaby. Dopo l'ultima discussione di Kotetsu con Barnaby, quest'ultimo sparisce, scatendando la ricarca da parte di tutti gli Eroi. Grazie al proprio potere NEXT, la capacità di manipolare la memoria delle persone, il vero colpevole della morte dei genitori di Barnaby cancella il ricordo di Kotetsu dalla mente di tutti gli Eroi. Kotetsu riesce a far recuperare la memoria di sè ad ognuno di loro grazie al potere NEXT sviluppato da sua figlia Kaede, intervenuta in suo aiuto dopo aver scoperto dal telegiornale che suo padre era sospettato di omicidio. Il potere di Kaede le permette di copiare il potere di ogni NEXT con cui viene in contatto. Albert Maverick, il colpevole della morte dei genitori di Barnaby, una volta smascherato, grazie all'aiuto dell'androide che si spacciava per Wild Tiger quando i ricordi legati a Kotetsu erano stati cancellati, riesce a rapire Kaede e tutti gli Eroi, tranne Kotetsu e Barnaby. Koketsu e Barnaby vanno quindi a salvare i loro compagni, riuscendo a sconfiggere il "Falso Tiger". Alla fine del penultimo episodio sembra che Kotetsu muoia tra le braccia del suo partner, in realtà sviene per il dolore causato da un colpo di pistola. I due hanno quindi lo scontro finale con Maverick e, alla fine della battaglia, si ritirano dal lavoro di Eroi. Successivamente però Kotetsu sceglie di tornare a fare l'eroe, anche se i suoi poteri continuano pian piano a spegnersi. Entra così nella Seconda Lega degli Eroi, e mentre tentava di compiere un arresto ricompare Barnaby che, avendo saputo che il suo partner aveva deciso di tornare a lavorare come Eroe, torna al suo fianco.
Barnaby Brooks Jr. (バーナビー・ブルックスJr.?, Bānabī Burukkusu Junia) Bunny (バニー?, Banī)
Doppiato da: Masakazu Morita (ed. giapponese), Alessio Puccio (ed. italiana)
L'altro protagonista, noto come "Super Rookie", in seguito "Super rampollo dell'aristocrazia", che viene soprannominato "Bunny" da Kotetsu a causa degli auricolari della sua armatura e della sua inclinazione per i salti e i calci lunghi. Barnaby è un eroe esordiente di 25 anni che non nasconde il suo aspetto o la sua identità ed è l'ultimo arrivato in Hero TV. In coppia con Wild Tiger, ha gli stessi poteri, anche se Barnaby si affida più alla strategia che alla forza bruta, conservando il suo Hundred Power per le circostanze più terribili. La sua tuta motorizzata mostra pubblicità per Amazon.co.jp e per Bandai e la sua serie di carte "Crusade System". È anche dotato di una moto chiamata "Lonely Chaser" che può utilizzare la moto di Tiger come sidecar, una combinazione nota come "Double Chaser". Quando aveva quattro anni, i suoi genitori, ingegneri robotici e inventori del "nano-metallo", furono assassinati da qualcuno che inizialmente si pensava fosse Jake Martinez del sindacato criminale "Ouroboros". Barnaby è stato accolto da Albert Maverick e ha dedicato la sua vita a indagare su Ouroboros e sul suo legame con la morte della sua famiglia. Il trauma di aver visto i suoi genitori uccisi ha indurito il cuore di Barnaby e lo ha consumato con pensieri di vendetta, rendendogli impossibile fidarsi di chiunque fino a quando non ha iniziato la sua collaborazione con Kotetsu. Secondo Barnaby, ha assunto il suo vero nome, anche quello del padre, come nome da eroe, come dichiarazione di guerra contro Ouroboros. Dopo aver sconfitto Albert Maverick, Barnaby si ritira dall'eroismo pensando che tutta la sua carriera non sia servita a nulla, ma quando un anno dopo Kotetsu ritorna come "Wild Tiger 1 Minute", anche Barnaby ritorna per assistere il suo partner. Nella seconda stagione, Barnaby si dedica alla cura delle piante d'appartamento come hobby, riempiendo di verde il suo appartamento un tempo spoglio e rifiutando spesso gli inviti alle uscite sociali dopo il lavoro per trascorrere le serate in compagnia delle sue piante. Durante un combattimento con Fugan e Mugan, Barnaby si è gravemente ferito a una gamba, che non è mai guarita correttamente e che diventa invalidante e dolorosa ogni volta che usa il suo Hundred Power. L'infortunio, unito al ritiro di Kotetsu a causa dell'esaurimento dei suoi poteri, spinge Barnaby a ritirarsi dall'eroismo dopo aver sconfitto L.L. Audin.
Dopo aver sconfitto Jake Martinez e aver imparato a fidarsi di Kotetsu come suo partner, Barnaby adotta una visione positiva della vita, diventando più aperto e disposto a lavorare con gli altri. Inizia a rivolgersi a Kotetsu chiamandolo per nome invece che "vecchio" e accetta in parte il soprannome "Bunny". Il successo della sua collaborazione con Kotetsu porta presto Barnaby a classificarsi al primo posto nelle classifiche di Hero TV, guadagnandosi il titolo di "King of Heroes" nella sua stagione di debutto. Alla fine Barnaby supera il record di punti per stagione di Mr. Legend e sogna l'"Hero World" immaginato dal suo padre surrogato, Albert Maverick, dove tutti i NEXT sono accettati e gli eroi proteggono gli innocenti.

## Produzione
La serie è stata co-creata dal produttore Masayuki Ozaki e dal regista Keiichi Satō. Satō voleva realizzare una storia di eroi con problemi banali. Ozaki invece voleva rappresentare "i conflitti e i drammi che si vivono quando si fa parte di un'organizzazione per un certo periodo". L'idea del progetto è nata guardando un notiziario sulla controversia dei costumi da bagno da competizione alle Olimpiadi di Pechino del 2008. Ha visto un'intervista in cui si affermava che uno specifico stile di costume da bagno avrebbe dato ai nuotatori maggiori possibilità di stabilire un record, ma gli atleti che avevano contratti con aziende giapponesi non potevano indossarlo. Prendendo spunto dall'idea del regista, decisero di realizzare una storia di eroi che devono sostenere il peso degli sponsor e di rappresentare i conflitti, i drammi e le culture che ciò comporta.
Il mangaka Masakazu Katsura fu scelto come disegnatore della serie per la sua grande quantità di opere che coinvolgevano supereroi, in particolare Zetman e Wingman, e personaggi femminili attraenti. Katsura si è detto sorpreso di essere stato assunto per questa serie. All'inizio la squadra aveva già i concetti dei personaggi, i loro superpoteri e i motivi degli animali. Tuttavia, le loro abilità e personalità erano vaghe finché Katsura non iniziò a disegnarle. Una volta che Katsura ebbe terminato i suoi schizzi, lo staff di Sunrise ebbe delle idee per i loro tratti. Il personaggio Seymour divenne il nome dell'eroe "Fire Emblem". Tuttavia, questo non era un riferimento diretto all'omonimo videogioco di Nintendo.
La maggior parte dei personaggi è rappresentata interamente in computer grafica, poiché i loro costumi erano stati progettati per mostrare i loghi dell'industria che sarebbero cambiati nel tempo. Blue Rose è l'unico personaggio spesso disegnato a mano. Un'altra ragione è stata quella di tenere conto del mercato internazionale. La gente di tutto il mondo è abituata a vedere l'animazione in computer grafica come stile visivo grazie a Pixar e Disney. Per questo motivo hanno pensato che la computer grafica fosse la più universale e hanno disegnato ogni eroe in computer grafica.

### Promozione
Ciascuno degli eroi della serie è sponsorizzato da aziende fittizie e non. Queste includono grandi marchi come Pepsi e Bandai, altri sono Amazon.com.jp, SoftBank, UStream, Gyu-Kaku e Domino's Pizza. I loghi delle aziende non sono visibili nell'adattamento del manga né negli episodi dell'anime su Netflix. Nel settembre 2011, la divisione Tamashii Nations di Bandai ha pubblicato una serie di figure della linea S.H. Figuarts. La prima di queste figure è stata un'action figure di Wild Tiger. La successiva ad essere distribuita è stata un'action figure di Barnaby Brooks Jr. (alias Bunny), seguita da figure di Rock Bison e Sky High. Tutte le figure presentano parti in metallo pressofuso e loghi di sponsor stampati sull'armatura, come Softbank e Amazon.jp.
Per quanto riguarda l'idea di avere degli spot pubblicitari, i supereroi sono sponsorizzati da aziende e devono fare da portavoce per i loro sponsor, quindi è stata ritenuta un'idea molto allettante da incorporare nella serie. Per quanto riguarda il logo Bandai, quest'ultimo è uno sponsor reale della serie Tiger & Bunny. Pur incorporando elementi del genere tokusatsu, la serie è principalmente un dramma.
Sebbene Ozaki ritenesse che 25 episodi fossero troppo pochi, voleva raccontare lui stesso la storia dell'anime. Sebbene l'obiettivo principale della storia fosse quello di raccontare la relazione tra Kotetsu e Barnaby, il team ha incontrato difficoltà nel dare il giusto spazio a tutti gli altri personaggi secondari. Ozaki aveva già in mente l'idea di dare un sequel a Tiger & Bunny nel 2011. L'uso dei loghi è stato pensato per farli funzionare correttamente nelle regioni inglesi, soprattutto con la società Viz Media. Questo ha portato anche a raccogliere direttamente gli episodi della serie in volumi Blu-ray per rivolgersi al mercato globale.

### Sceneggiatura
La serie è stata co-creata da Masafumi Nishida e dallo staff di Sunrise. Nishida è stato coinvolto nel progetto nell'autunno del 2009, quando era impegnato con altre sceneggiature. Inizialmente ha rifiutato l'offerta, ma dopo aver incontrato lo staff, ha accettato di scrivere per la serie. Lo staff ha voluto creare un anime con protagonisti uomini adulti che potesse entusiasmare il pubblico. Nishida, impressionato dall'idea, ha deciso di integrare elementi che desiderava esplorare in un romanzo: raccontare la vita quotidiana degli eroi sentai, rompendo le convenzioni del genere. L'idea di creare un eroe che si prende cura dei suoi genitori e di mostrare aspetti umani e familiari ha reso i personaggi più autentici e accattivanti.
Lo staff si è ispirato alle storie dei supereroi sponsorizzati, introducendo il tema dei conflitti legati agli sponsor. Questo ha influenzato la creazione di Kotetsu T. Kaburagi, un protagonista eccentrico con barba folta e un'età avanzata rispetto agli altri eroi. La serie è stata concepita per attrarre un pubblico adulto e per avere un appeal internazionale: l'ambientazione è stata modellata su Manhattan e i personaggi sono stati resi etnicamente diversi. I temi principali ruotavano attorno alla determinazione di Kotetsu e al suo legame con Barnaby Brooks Jr., anche se ci sono state difficoltà nella promozione del personaggio Fire Emblem a causa della sua omosessualità. Il produttore Masayuki Ozaki è stato orgoglioso della serie per la sua originalità, pur mantenendo elementi tradizionali.
I doppiatori Hiroaki Hirata e Masakazu Morita hanno interpretato rispettivamente Kotetsu e Barnaby. Hirata ha trovato inizialmente difficile rappresentare la personalità vivace di Kotetsu, mentre Morita ha percepito Barnaby come troppo asociale fino al quinto episodio, quando il personaggio ha iniziato ad avere interazioni più autentiche. Durante la seconda metà della serie, Barnaby si è sviluppato ulteriormente, mostrando una personalità più sfaccettata. Hirata ha descritto Barnaby come un tipico "tsundere", impacciato nell'esprimere emozioni, mentre Kotetsu ha cercato di mantenere il suo ruolo da uomo maturo. Lo sviluppo della relazione tra i due protagonisti è stato lasciato alle aspettative del pubblico fino al film The Rising, dove Nishida ha esplorato maggiormente la dinamica tra i due personaggi.

### Trasmissione
L'anime prodotto dallo studio d'animazione Sunrise e diretto da Keiichi Satō, è stato trasmesso in Giappone dal 2 aprile al 17 settembre 2011 su BS11, MBS e Tokyo MX per un totale di 25 episodi. Per i primi tredici episodi, la sigla di apertura è Orion o nazoru (リオンをなぞる?) degli Unison Square Garden, mentre la sigla di chiusura è Hoshi no sumika  (星のすみか?) di Aobozu. Per gli episodi del quattordicesimo in poi, la sigla di apertura è Missing Link dei NOVELS, mentre quella di chiusura è Mind Game (マインドゲーム?, Maindo Gēmu) di Tamaki. Durante l'ultimo episodio invece è stata utilizzata come sigla di chiusura Orion wo nazoru degli Unison Square Garden.
Il 4 gennaio 2018 è stata annunciata un'altra serie anime realizzata da alcuni degli stessi collaboratori di Sunrise, intitolata Double Decker! Doug & Kirill, ed è stata trasmessa dal 30 settembre al 23 dicembre 2018. Come Tiger & Bunny, i due protagonisti di questa serie sono un duo che combatte il crimine, rispettivamente un veterano esperto e un giovane principiante ambizioso, ma non si svolge nello stesso universo narrativo della serie principale.
Il 30 marzo 2019, Nikkan Sports ha annunciato che un sequel della serie originale Tiger & Bunny era già in produzione. Il 2 aprile 2020, il sequel è stato annunciato con il titolo Tiger & Bunny 2. I doppiatori Hiroaki Hirata e Masakazu Morita sono tornati a prestare la voce ai rispettivi personaggi. L'anime è prodotto dallo studio Bandai Namco Pictures, con Mitsuko Kase che sostituisce Keiichi Satō alla regia. Il character design è curato dal mangaka Masakazu Katsura. Il sequel è composto da 25 episodi, divisi in due parti. I primi 13 episodi sono stati pubblicati l'8 aprile 2022 su Netflix, mentre i restanti 12 episodi sono usciti il 7 ottobre 2022. La sigla di apertura è kaleido proud fiest degli Unison Square Garden, mentre la sigla di chiusura è Aida di Ano.
In Italia la prima stagione è stata distribuita su Netflix con doppiaggio italiano il 28 febbraio 2021, quasi 10 anni dopo la trasmissione originale in Giappone. La seconda stagione invece è stata distribuita in contemporanea con la trasmissione originale, anche con il doppiaggio in italiano.

### Film
La produzione di due film basati sulla serie è stata annunciata durante un evento speciale tenutosi il 13 novembre 2011. Il primo film, intitolato Tiger & Bunny: The Beginning, è stato distribuito in Giappone il 22 settembre 2012. In seguito è stato proiettato anche negli Stati Uniti d'America, nel Regno Unito ed in altre nazioni; è stato pubblicato in Blu-ray Disc e DVD il 22 febbraio 2013. La prima parte del lungometraggio riassume i primi episodi finendo per sfociare in un'altra storia.
Una seconda pellicola, Tiger & Bunny: The Rising, invece è un'opera a sé stante ed è uscita l'8 febbraio 2014. La storia è ambientata un anno dopo alla conclusione dell'anime, dove l'identità di Kotetsu è oramai pubblica mentre Tiger & Bunny sono tornati a lavorare assieme.

## Media correlati

### Manga

Copertina del primo volume dell'edizione italiana del primo manga, raffigurante il protagonista Kotetsu T. Kaburagi

Un one-shot di Masakazu Katsura è stato pubblicato su Weekly Young Jump di Shūeisha il 4 agosto 2011. Dall'anime sono stati tratti due adattamenti manga. Il primo, disegnato da Mizuki Sakakibara con sceneggiatura della Sunrise, è stato serializzato su Newtype Ace dal 10 settembre 2011 al luglio 2013 e poi su Kadokawa Niconico Ace fino al 16 dicembre 2014. I capitoli sono stati raccolti in 9 volumi tankōbon pubblicati tra l'8 febbraio 2012 e il 10 novembre 2015.
Un'altra serie, intitolata Tiger & Bunny: The Comic, curata da Erika Yoshida e disegnata da Hiroshi Ueda, è stata pubblicata su Miracle Jump dall'11 ottobre 2011 al 23 settembre 2016. Questa serie è stata raccolta in 7 volumi tankōbon pubblicati tra il 19 settembre 2012 e il 19 ottobre 2016.
Nel marzo 2022 sono stati annunciati due nuovi adattamenti manga basati sulla serie sequel dell'anime. Il primo, intitolato Tiger & Bunny 2 The Comic, scritto da Erika Yoshida e disegnato da Hiroshi Ueda, ha iniziato la serializzazione su Tonari no Young Jump l'8 aprile 2022. I capitoli sono stati raccolti in 2 volumi tankōbon pubblicati dal 19 agosto 2022 al 19 maggio 2023. Un altro adattamento, scritto e disegnato da Mizuki Sakakibara, è stato pubblicato su Comic Newtype di Kadokawa Shoten nell'aprile 2022.
In Italia, la prima serie è stata pubblicata da Panini Comics sotto l'etichetta Planet Manga nella collana Manga Hero dal 7 marzo 2013 al 27 aprile 2017.

#### Volumi
| Tiger & Bunny (9 volumi)             |                   |                        |                   |                        |
| 1                                    | 8 febbraio 2012   | ISBN 978-4-04-120082-7 | 9 marzo 2013      | —                      |
| 2                                    | 7 giugno 2012     | ISBN 978-4-04-120239-5 | 11 maggio 2013    | —                      |
| 3                                    | 22 settembre 2012 | ISBN 978-4-04-120404-7 | 6 luglio 2013     | —                      |
| 4                                    | 7 marzo 2013      | ISBN 978-4-04-120648-5 | 20 settembre 2014 | —                      |
| 5                                    | 8 agosto 2013     | ISBN 978-4-04-120852-6 | 28 marzo 2015     | —                      |
| 6                                    | 10 febbraio 2014  | ISBN 978-4-04-121023-9 | 27 giugno 2015    | —                      |
| 7                                    | 10 maggio 2014    | ISBN 978-4-04-121109-0 | 20 febbraio 2016  | ISBN 978-88-912-6129-8 |
| 8                                    | 10 novembre 2014  | ISBN 978-4-04-102239-9 | 12 gennaio 2017   | ISBN 978-88-912-6306-3 |
| 9                                    | 10 novembre 2015  | ISBN 978-4-04-103141-4 | 27 aprile 2017    | ISBN 978-88-912-6518-0 |
| Tiger & Bunny: The Comic (7 volumi)  |                   |                        |                   |                        |
| 1                                    | 19 settembre 2012 | ISBN 978-4-08-879422-8 | —                 | —                      |
| 2                                    | 19 agosto 2013    | ISBN 978-4-08-879633-8 | —                 | —                      |
| 3                                    | 19 dicembre 2014  | ISBN 978-4-08-890085-8 | —                 | —                      |
| 4                                    | 19 maggio 2015    | ISBN 978-4-08-890191-6 | —                 | —                      |
| 5                                    | 19 ottobre 2015   | ISBN 978-4-08-890276-0 | —                 | —                      |
| 6                                    | 19 aprile 2016    | ISBN 978-4-08-890383-5 | —                 | —                      |
| 7                                    | 19 ottobre 2016   | ISBN 978-4-08-890511-2 | —                 | —                      |
| Tiger & Bunny 2 The Comic (2 volumi) |                   |                        |                   |                        |
| 1                                    | 19 agosto 2022    | ISBN 978-4-08-892405-2 | —                 | —                      |
| 2                                    | 19 maggio 2023    | ISBN 978-4-08-892604-9 | —                 | —                      |

### Videogiochi
Un videogioco intitolato Tiger & Bunny On Air Jack! (TIGER&BUNNY オンエアジャック！?, Taigā Ando Banī On Ea Jyakku!) è stato sviluppato da Namco Bandai Games e pubblicato per PlayStation Portable il 20 settembre 2012. Il gioco è stato annunciato dal produttore di Sunrise Masayuki Ozaki il 31 luglio 2011. Un secondo gioco, Tiger & Bunny Heroes Day (TIGER&BUNNY～ヒーローズ デイ～?, Taigā Ando Banī ~Hīrōzu Dei~), è stato pubblicato da D3 Publisher per PlayStation Portable il 20 marzo 2013. Kotetsu e Barnaby sono apparsi anche in una collaborazione per un gioco mobile, Tales of the Rays''; insieme a Blue Rose, Origami Cyclone e Wind Wizard sono i costumi rispettivamente di Celsius (Tales of Eternia), Kyle Dunamis (Tales of Destiny 2) e Victor (Tales of Xillia 2).

### Teatro
Uno spettacolo teatrale intitolato Tiger & Bunny the Live è andato in scena al teatro Zepp Diver City di Tokyo dal 24 agosto al 1° settembre 2012, con i doppiatori dei personaggi principali Kotetsu T. Kaburagi e Barnaby Brooks Jr. che hanno ripreso i loro ruoli. Inoltre, sono stati presentati due nuovi personaggi, Brian Vai e Babel.

### Film live-action
Il 9 ottobre 2015, durante il panel del New York Comic Con, Sunrise ha annunciato che è in lavorazione un adattamento cinematografico hollywoodiano in live-action di Tiger & Bunny. Il film è prodotto da Ron Howard e Brian Grazer attraverso le loro case di produzione Imagine Entertainment e Global Road Entertainment, insieme al produttore della serie Masayuki Ozaki di Bandai Namco Pictures e a Sanford Climan e Annmarie Bailey di All Nippon Entertainment Works.

### Serie televisiva live-action
Il 3 giugno 2022 è stato annunciato che Bandai Namco e SK Global stanno sviluppando una serie live action di Tiger & Bunny con M. Raven Metzner come sceneggiatore e showrunner.

## Accoglienza

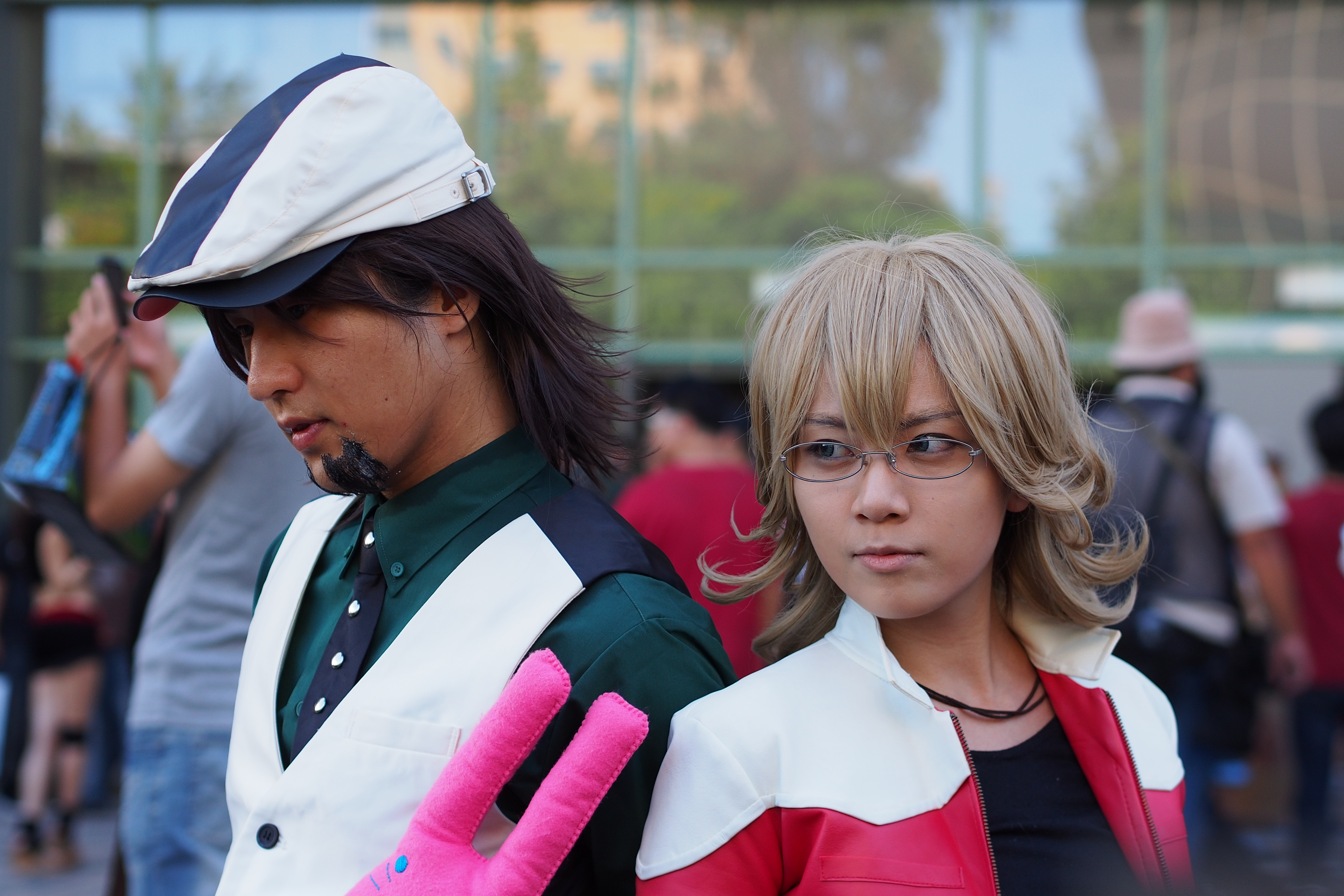
Cosplayer di Kotetsu T. Kaburagi e Barnaby Brooks Jr. nel 2012

### Vendite
Il primo volume Blu-ray giapponese è stato il quarto Blu-ray d'animazione più venduto della settimana e il quinto Blu-ray più venduto in assoluto, con 14 689 copie vendute secondo Oricon, e ha mantenuto la sua posizione in classifica per altre due settimane, raggiungendo un totale di 19 656 copie vendute. Anche la versione in DVD del primo volume è entrata in classifica, rimanendo per tre settimane e vendendo un totale di 2 521 copie. Il secondo volume Blu-ray si è piazzato al secondo posto, subito dopo Puella Magi Madoka Magica, rimanendo in classifica per due settimane. Il terzo volume è stato la seconda uscita Blu-ray più venduta della settimana e l'uscita anime più venduta; il primo posto assoluto è stato conquistato da Rapunzel dei Walt Disney Animation Studios. Anche il quarto volume Blu-ray è stato la seconda uscita più venduta della settimana, dopo Madoka Magica, e ha mantenuto la sua posizione in classifica per due settimane. Lo stesso risultato è stato ottenuto dal quinto volume, che è stato la seconda uscita più venduta della settimana dopo Madoka Magica ed è rimasto in classifica per due settimane. Il sesto volume ha raggiunto la vetta delle classifiche nella sua settimana di uscita, risultando il Blu-ray d'animazione più venduto e rimanendo in classifica per due settimane. Il stessimo volume è stato il secondo più venduto dopo Persona 4: The Animation, anch'esso in classifica per due settimane. L'ottavo volume è stato il quarto Blu-ray animato più venduto della sua settima di uscita e il sesto in assoluto, rimanendo in classifica per due settimane. Il nono e ultimo volume ha raggiunto la vetta della classifica dei Bly-ray la settimana della sua uscita e in classica per due settimane.
Alla fine del 2011, il secondo, il terzo e il quarto volume Blu-ray erano tra i 50 dischi Blu-Ray d'animazione più venduti. All'ultimo volume, il totale combinato delle nove uscite Blu-ray aveva venduto 233 000 copie.

### Critica
La critica ha elogiato l'approccio di Tiger & Bunny al genere dei supereroi. Allen Moody di THEM Anime Reviews ha assegnato alla serie 4/5 stelle, lodando la sua capacità di utilizzare aspetti familiari del genere in modi nuovi. Tuttavia, Moody suggerisce che la seconda metà della serie avrebbe beneficiato di una pausa, soprattutto per gli ultimi sei episodi. Dale Bashir di IGN ha definito la serie "unica" per il suo mix di elementi supereroistici giapponesi e americani. In una retrospettiva sugli anime degli anni 2010, Lauren Orsini di Forbes ha definito Tiger & Bunny uno dei migliori del 2011, descrivendolo come una "lettera d'amore al genere supereroistico" e apprezzando il suo tono più ottimista rispetto a The Avengers. Analogamente, Sage Ashford di Comic Book Resources ha descritto Tiger & Bunny come il quarto miglior anime di supereroi del decennio, sottolineando che gli eroi con sponsor reali possono essere visti come un commento ai supereroi moderni. Tom Speelman di ComicsAlliance ha descritto l'anime come "genuinamente avvincente e coinvolgente", nonché come una "intelligente esplorazione" del genere supereroistico e della cultura delle celebrità. Seb Reid di Anime Network ha descritto la serie come ben scritta e "piacevole da guardare", apprezzando il suo tono scanzonato che dimostra che i supereroi non devono essere cupi. Reid ha anche notato che la serie è migliorata man mano che procedeva, rivelando di più sulla storia di Barnaby e sul mistero della morte dei suoi genitori. Chris Beveridge di The Fandom Post ha lodato la serie per il suo uso del genere supereroistico, che è stato "rivisitato in chiave giapponese".
Il rapporto tra Kotetsu e Barnaby è stato accolto positivamente dalla critica. Charles Solomon di IndieWire ha osservato che, pur non essendo originale, il concetto di "coppia male assortita" è "infinitamente riciclabile", e Tiger & Bunny lo dimostra efficacemente attraverso la loro dinamica. Solomon ha inoltre elogiato i doppiatori del doppiaggio inglese per aver reso i personaggi credibili e divertenti. Anche Orsini di Forbes ha sottolineato l'importanza del legame tra Kotetsu e Barnaby. Michelle Villanueva di Syfy ha lodato il modo in cui lo show sfrutta il tropo dell'amico poliziotto, evidenziando la crescita dei due protagonisti da compagni di squadra riluttanti a migliori amici, apprezzando sia le loro battute che la loro evoluzione personale. Beveridge ha trovato il loro rapporto adeguatamente comico e ha sottolineato come il fatto che entrambi siano adulti valorizzi sia la relazione che l'intera serie, definendola un "piacere da guardare".
Per quanto riguarda Kotetsu, Beveridge lo ha descritto come la "coscienza" dello show. Reid ha elogiato il doppiatore giapponese di Kotetsu, Hiroaki Hirata, per aver conferito profondità al personaggio, apprezzando in particolare gli ultimi episodi che esplorano le motivazioni di Kotetsu e il suo rapporto con la famiglia. Il legame tra Kotetsu e sua figlia Kaede è stato descritto come toccante. Barnaby, invece, è stato spesso considerato il personaggio meno simpatico a causa della sua personalità antisociale. Per questo motivo, ComicsAlliance ha consigliato ai fan di leggere il manga, che è narrato dal suo punto di vista e aiuta a comprenderlo meglio. La critica ha reagito positivamente ai personaggi di supporto della serie, descrivendoli come la "vera forza" dello show. Tutti gli eroi di supporto, inclusi Lunatic e Dragon Kid, sono stati trovati divertenti e ben sviluppati. Lunatic è stato in particolare apprezzato come un cattivo minaccioso che aggiunge una sfida ai personaggi principali.
Inoltre, i valori di produzione sono stati elogiati per le sequenze d'azione e l'uso della CGI, sebbene alcune parti dell'animazione siano state criticate per la loro realizzazione. Nonostante ciò, la serie è stata giudicata piacevole da guardare.